# Dinotrema dentifemur
Dinotrema dentifemur är en stekelart som först beskrevs av Stelfox 1943.  Dinotrema dentifemur ingår i släktet Dinotrema och familjen bracksteklar. Inga underarter finns listade i Catalogue of Life.